# No Escape
No Escape är en brittisk thriller- och dramaserie vars första säsong hade premiär den 18 maj 2023 på Paramount+. Första säsongen består av sju avsnitt. Serien, som är regisserad av Hans Herbots, hade premiär på TV4 Play den 26 februari 2025.

## Handling
Ett fartyg hittas övergivet i havet utanför Australien, vilket är början på ett dramatiskt mysterium.

## Rollista (i urval)
- Abigail Lawrie – Lana
- Rhianne Barreto – Kitty
- Jay Ryan – Aaron Winbourne
- Sean Keenan – Dennis "Denny" Winbourne
- Colette Dalal Tchantcho – Shell
- Susie Porter – Sarah Craven
- Josh McConville – Paul Christie